# Poros, Nomós Piraiós
Poros är en kommunhuvudort i Grekland.   Den ligger i prefekturen Nomós Piraiós och regionen Attika, i den sydöstra delen av landet, 60 km söder om huvudstaden Aten. Poros ligger 23 meter över havet och antalet invånare är 3 651. Den ligger på ön Nísos Póros.
Terrängen runt Poros är kuperad. Havet är nära Poros norrut. Poros är det största samhället i trakten. 